# USBOFFICE
USBOFFICE는 2006년부터 시작된 USB를 이용한 미디어 전문 사이트이다. USB, 외장하드, 포터블 유틸리티, 오토잇, CD영역, GRUB 등을 다루고 있다. 대표적 항목들로는 USB 스틱 리뷰, CD영역과 포터블 프로그램이 있다.